# ロル語
ロル語（ロルご、Lori または Luri）は、イラン語群（の西群）に属する言語である。
話者はロル族やバフティヤーリー族の人々であり、ロレスターン州、チャハール＝マハール・バフティヤーリー州、コフギールーイェ・ブーイェル＝アフマド州、フーゼスターン州、ファールス州に居住する。

## 言語名別称
- ルーリー語

## 下位分類
- 北ロル語
- 南ロル語
- バフティヤーリー語
- クムザール語